# Martin Flach
Martin Flach (* zwischen 1440 und 1445 in Basel; † um 1510) war ein Schweizer Drucker.
Flach wirkte als Drucker von 1472 bis 1487 in Basel. Sein ältester volldatierter Druck ist Roderici Zamorenis speculum vitae humanae von 1475. Flachs Offizin war eher klein, er hatte kein eigenes Druckerzeichen und druckte hauptsächlich Werke geringeren Umfangs: vor allem theologische, medizinische, moralische, klassische und humanistische Werke (meist in lat. Sprache), dazu diverse Einblattdrucke. Im Jahr 1483 wurde er Mitglied des städtischen Rats, doch wenig später geriet er in finanzielle Schwierigkeiten. Nach 1487 betätigte er sich als Buchhändler, wobei er vor allem vom Straßburger Johann Grüninger mit Büchern beliefert worden sein soll, und schließlich als Gremper (Kleinkaufmann).